# Pacífico Mascarenhas
Pacífico Mascarenhas (Belo Horizonte 21 de maio de 1935 — Diamantina, 9 de abril de 2024) foi um compositor do brasileiro. Um dos principais integrantes da Turma da Savassi nos anos 1950, se dedicava a fazer serenatas para as moças e namoradas, quando no início dos anos 1960, resolveu formar o Conjunto Sambacana, do qual outro compositor destacado, Roberto Guimarães, também participou. As obras de Pacífico Mascarenhas são especialmente bossa-novistas, o que estabeleceu uma ponte considerável entre Rio de Janeiro e Minas Gerais nos anos 1960, sendo que a partir daí, o músico mineiro foi gravado por uma série de artistas famosos, de Luiz Eça a Cliff Korman e recentemente Jorge Cutello da Argentina. Pacífico também foi responsável por abrir as portas do mundo musical a Joyce, que viria a se destacar na Bossa Nova anos mais tarde, e também a Milton Nascimento, principal expoente do Clube da Esquina.

## Composições
- Aladim
- Tom da canção
- O vento que soprou
- Até você voltar
- Era um dia assim
- Estrela caindo
- Eu e você
- Sem me olhar
- Fui olhar pra você
- Mesmo céu
- Você é muito mais
- Tarde azul
- Apareceu na tarde
- O navio e você
- Hino da Turma da Savassi